# El año de las luces
El año de las luces es una película española dirigida por Fernando Trueba en 1986.

## Argumento
En la primavera de 1940, después de la guerra civil española, dos hijos de un soldado caído, Manolo, un muchacho de dieciséis años, y su hermano Jesús, de ocho años, padecen síntomas de tuberculosis. Su hermano mayor, Pepe, los lleva a un preventorio rural de Sierra de Gata, cerca de la frontera con Portugal dirigido por miembros de Falange Española y de la Sección Femenina. Allí se quedan para recuperar su salud bajo el cuidado de Irene, la directora.
Manolo es el único adolescente, todos los demás son niños. Comenzando su despertar sexual, queda prendado de Vicenta, la atractiva mujer a cargo del cuidado de los niños. Cada noche, cuando ella se desviste, Manolo la espía. Sin embargo, los flirteos de Manolo y los avances sexuales no encuentran respuesta ni en Vicenta ni en Paquita, una chica que también trabaja en el sanatorio. En su lugar es la directora sexualmente reprimida Irene, la que se enamora de él. Forzado a asistir a las clases contra su voluntad con los niños de la residencia mucho más pequeños que él, Manolo choca violentamente con el autoritarismo conservador de Doña Tránsito, la maestra. Después de un enfrentamiento con ella, se deja a Manolo estudiar por su cuenta. Emilio un viejo librepensador y conserje del sanatorio, guía a Manolo en sus lecturas y le enseña sobre Montaigne, Balzac y Flaubert.
Desilusionado con la repentina ida de Vicenta, que tiene que dejar su trabajo, Manolo pronto se enamora de la sucesora de Vicenta, María Jesús, una joven del pueblo y sólo un año más joven que él. El amigo de Manolo, Emilio, lo anima en el despertar de su romance con María Jesús. Los dos adolescentes pronto descubren juntos su primer amor y su despertar sexual. Irene los descubre cuando se besan en la enfermería. Ella despide a María Jesús y la envía con su tío, el sacerdote local, deteniendo abruptamente su romance; María Jesús es en realidad hija ilegítima del sacerdote. Pepe, un oficial del Ejército, vuelve para llevar a Manolo con el resto de su familia y los jóvenes amantes quedan separados para siempre.

## Reparto
| Actor            | Personaje     |
| ---------------- | ------------- |
| Jorge Sanz       | Manolo        |
| Maribel Verdú    | María Jesús   |
| Verónica Forqué  | Irene         |
| Manuel Alexandre | Emilio        |
| Rafaela Aparicio | Rafaela       |
| Santiago Ramos   | Pepe          |
| Chus Lampreave   | Doña Tránsito |
| Lucas Martín     | Jesús         |
| José Sazatornil  | Don Teodulo   |
| Violeta Cela     | Vicenta       |
| Diana Peñalver   | Paquita       |

## Localizaciones de rodaje
La película ha sido rodada en Madrid y Zamora.

## Palmarés cinematográfico
Festival Internacional de Cine de Berlín
- Oso de Plata

1.ª edición de los Premios Goya
| Categoría                | Persona         | Resultado |
| ------------------------ | --------------- | --------- |
| Mejor actor protagonista | Jorge Sanz      | Nominado  |
| Mejor actriz de reparto  | Verónica Forqué | Ganadora  |
| Mejor actriz de reparto  | Chus Lampreave  | Nominada  |

Fotogramas de Plata
| Categoría            | Persona        | Resultado |
| -------------------- | -------------- | --------- |
| Mejor actor de cine  | Jorge Sanz     | Nominado  |
| Mejor actriz de cine | Chus Lampreave | Nominada  |
| Mejor actriz de cine | Maribel Verdú  | Nominada  |